# Ceramius capensis
Ceramius capensis är en stekelart som beskrevs av Henri Saussure 1854. Ceramius capensis ingår i släktet Ceramius och familjen Masaridae. Inga underarter finns listade.